# Mogadiška biskupija
Mogadiška biskupija (lat. Dioecesis Mogadiscensis) upravna je jedinica Katoličke Crkve u Somaliji sa sjedištem u glavnom gradu Mogadišuu.
Utemeljena je 20. studenoga 1975. godine. Na području biskupije živi nekoliko stotina katolika. Pod izravnom je upravom Svete Stolice. Predšasnici su joj bili Benadirska apostolska prefektura i Mogadiški apostolski vikarijat.